# Karan Aujla
Karan Aujla, nato Jaskaran Singh Aujla (in hindī जसकरन सिंह औजला; Ludhiana, 18 gennaio 1997), è un cantante e rapper indiano residente in Canada.

## Biografia
Karan Aujla è salito alla ribalta con l'album in studio d'esordio Bacthafucup (2021), entrato al 20º posto della Canadian Albums. Anche i dischi Making Memories (2023), certificato oro dalla Music Canada per le 40 000 unità equivalenti, e Street Dreams (2024) hanno fatto l'ingresso nella graduatoria canadese, rispettivamente al 5º e al 22º posto.
La MC gli ha assegnato ulteriori dodici dischi d'oro e tre di platino, equivalenti a 720 000 unità certificate. È stato premiato con un Juno Award. Wavy (2024) ha segnato la sua prima top ten nella Billboard Canadian Hot 100, esordendo al 7º posto. Tauba tauba (2024), invece, è finita in cima alla hit parade emiratina.
Nel febbraio 2025 è stata presentata una collaborazione con gli OneRepublic e Ikky, intitolata Tell Me, con cui ottiene l'ennesima entrata nella Canadian Hot 100.

## Discografia

### Album in studio
- 2021 – Bacthafucup
- 2023 – Making Memories (con Ikky)
- 2024 – Street Dreams (con Divine)

### EP
- 2022 – Way Ahead
- 2023 – Four You

### Singoli
- 2015 – Supply (con Gurjas Sidhu)
- 2016 – Property of Punjab
- 2017 – Black Money (feat. Banka)
- 2017 – Daku (con Elly Mangat)
- 2017 – Bhang (Weed) (con Deep Jandu ed Elly Mangat)
- 2017 – Hummer (con Elly Mangat e Deep Jandu)
- 2017 – Shit Talk (con Deep Jandu)
- 2017 – Golgappe vs daru
- 2018 – 6 bandeh
- 2018 – Alcohol 2 (con Paul G)
- 2018 – Gun Shot
- 2018 – Stand (con Lavi Jandali e Deep Jandu)
- 2018 – Don't Worry (feat. Gurlej Akhtar)
- 2018 – Enough (con Gulab Sidhu)
- 2018 – Priority (con Deep Kalsi e Deep Jandu)
- 2018 – Maybach (con J. Swag e Dope Peppz)
- 2018 – Rim vs jhanjar (con Deep Jandu)
- 2018 – Na Na Na
- 2019 – No Need
- 2019 – Expensive (feat. Binnie Ranu)
- 2019 – Don't Look
- 2019 – Facts
- 2019 – Hair
- 2019 – Sikander
- 2019 – Koi chakkar ni
- 2019 – 2AM
- 2019 – Ink
- 2019 – Hint
- 2019 – Chitta kurta (feat. Gurlej Akhtar)
- 2020 – Cell Phone (feat. Mac Benipal)
- 2020 – Jhanjar
- 2020 – Red Eyes (feat. Gurlej Akhtar)
- 2020 – Mind Games (feat. Karan Aujla)
- 2020 – It's Okay God
- 2020 – Sheikh
- 2020 – Pray
- 2020 – Let 'em Play
- 2020 – So Far (con J-Statik)
- 2020 – Haan haige aa (feat. Gurlej Akhtar)
- 2020 – Graribaaz (con Navjeet Kahlon e Deep Jandu feat. Aarsh Benipal)
- 2020 – Kya baat aa (feat. Tania)
- 2020 – Koka vs. Coca
- 2020 – Adhiya
- 2020 – Don't Like (con Goldy)
- 2020 – Chithiyaan
- 2020 – Parents
- 2021 – Tenu pyar karda (feat. Palak Aujla)
- 2021 – Hukam
- 2021 – Mexico
- 2021 – Bandook
- 2021 – Chu Gon Do? (feat. Satnam Singh 5 Rivers & Mad Yardies)
- 2021 – Unity
- 2021 – Click That B Kickin It (Yaar jatt de)
- 2022 – Ykwim (con KRSNA feat. Mehar Vaani)
- 2022 – Bas (con Jaz Dhami e Yeah Proof)
- 2022 – Dream (con Inder Chahal)
- 2022 – Sheesha
- 2022 – Laut aana
- 2022 – On Top
- 2022 – WYTB (con Gurlez Akhtar)
- 2022 – White Brown Black (con Avvy Sra)
- 2022 – Players (con Badshah feat. Devika Badyal)
- 2023 – Responsible (con Kulwinder Kally e Gurlej Akhtar)
- 2023 – Invincible
- 2023 – P.O.V (Point of View) (con Yeah Proof)
- 2024 – 100 Million (con Divine)
- 2024 – God Damn (con Badshah e Hiten)
- 2024 – Goin' Off (con Mxrci)
- 2024 – Winning Speech (con Mxrci)
- 2024 – House of Lies (con Ikka e Sanjoy)
- 2024 – On Top 2 (con Yeah Proof)
- 2024 – Don't Look 2 (con G-Funk)
- 2024 – Tauba tauba
- 2024 – Adhiya
- 2024 – Dream (con Inder Chahal)
- 2024 – Guilty (con Inder Chahal)
- 2024 – Sifar safar
- 2024 – Wavy
- 2024 – Aaye haaye (con Nora Fatehi, Neha Kakkar e Jay Trak)
- 2025 – Tell Me (con gli OneRepublic e Ikky)
- 2025 – 48 Rhymes (con Manna Music)
- 2025 – Courtside (con SB)
- 2025 – At Peace (con Ikky)